# Madrella aurantiaca
Madrella aurantiaca is een slakkensoort uit de familie van de Madrellidae. De wetenschappelijke naam van de soort is voor het eerst geldig gepubliceerd in 1902 door Vayssière.